# Popravy 3. května 1808
Popravy 3. května 1808 je obraz španělského malíře Francisca Josého de Goya y Lucientea, známého jako Francisco de Goya (1746–1828).

## Malíř Francisco José de Goya y Lucientes
Francisco José de Goya y Lucientes byl španělský malíř, známý jako Francisco Goya. Z rodného Fuendetodos odešel roku 1763 do Madridu, kde se dvakrát neúspěšně ucházel o cenu Academie de S. Fernando. Po tomto neúspěchu odcestoval na dva roky (1769–1770) do Itálie, do Říma, pravděpodobně navštívil Benátky a Parmu. Studoval zde díla různých malířů, osvojoval si techniku fresky a po návratu do Španělska touto technikou provedl několik maleb v Zaragoze. Roku 1786 se stává královským malířem. Pod dojmem Velké francouzské revoluce a pro stále se zhoršující nedoslýchavost se jeho styl mění, maluje volné kompozice podle své fantazie. V té době vlastní dům v Madridu, kde zemře jeho žena. Později jej opustí i jediný syn a on se propadá do hlubokých depresí a trpí návaly zuřivosti. Lidé později jeho dům nazývají Quinton del Sordo, tedy dům hluchého. Goya dům vyzdobil fantastickými obrazy démonů, čarodějnic a úděsných vizí. Právě v tomto domě maluje Goya roku 1814 výjevy z dobytí Madridu před šesti lety. 

## Historie vzniku obrazu
Výjev na obraze Popravy 3. května 1808 se váže ke španělským dějinám. Na španělský trůn nastoupil roku 1788 pasivní a neschopný král Karel IV. Roku 1789 ve Francii propukla revoluce, Francie se zmítala mezi republikou, císařstvím a pokusy restaurovat monarchii. Francouzská revoluce v každém případě ohlašovala konec pro staré režimy. Španělská královská rodina se spojila nejprve s nepřáteli Francie a snaží se bojovat proti Napoleonovi. Prohráli. Po té přešlo Španělsko na stranu Napoleona a stalo se spojencem Francie. Nastalých zmatků využil Godoy, milenec královny Marie Luisy, a nastolil hrůzovládu. Lidé se proti vládě a zejména proti Godoyovi vzbouřili a Karlu IV. nezbylo než přenechat trůn svému synovi Ferdinandovi VII. Pro Napoleona to byla vítaná záminka vtrhnout do Španělska a korunovat španělským králem svého bratra Josefa. Proti Napoleonově armádě se lidé bránili partyzánským bojem, v horách, v polích, v ulicích měst. Propuká povstání, které Napoleon krutě trestá. 2. května 1808 se bojovalo v Madridu. Na obraze 2. května 1808 namaloval Goya francouzské mameluky na koních, sekajících do pěších vzbouřenců šavlemi a kindžály. Na obraze 3. května 1808 namaloval Goya probíhající popravy zajatých bojovníků.

## Popis obrazu
Malba ukazuje v dramatické zkratce hrůzy války. Oko diváka je vedeno dvěma diagonálami. Proti sobě stojí v jedné diagonále vrahové a v druhé jejich oběti. Vpravo míří hlavně pušek na klečícího muže v bílé košili a žlutých kalhotách. Muž je jediná světlá postava na obraze a namířené hlavně pušek vedou oči pozorovatele k popravovanému. Popravčí četu tvoří řada anonymních vojáků, k divákovi jsou napolo otočeni zády, do jejich tváří není vidět přes jejich vysoké čepice. Všechno světlo je soustředěno na popravovaného muže. Ten ještě naposledy v odbojném gestu rozpřahuje ruce a široce otevřenýma očima se dívá do tváře smrti. Vlevo před ním leží na zemi v krvi dva už zastřelení. Za ním po jeho pravé straně se další odsouzenci modlí, zoufale vzhlížejí či apaticky čekají na popravu. Čekají, až přijdou na řadu. Čekají na smrt. Klečící muž v bílé košili zdvihá ruce v odbojném gestu, rozevřenýma hledí do tváře svým vrahům. Není svázaný, není pokořený, je ztělesněním výkřiku proti bezpráví, proti krutosti, proti všem bezejmenným obětem válek. Podél vršku, pod kterým se koná poprava, se valí nekonečný zástup dalších odsouzenců, a vzadu se rýsuje ve tmě brána Madridu, odkud zástup vychází. Goya na tomto obraze použil odvážné, vpravdě moderní zkratky, hustá barva stupňuje dramatický výraz a sama se stává světlem i tmou. 